# Château de Vitré
Pour les articles homonymes, voir Château de Vitré (homonymie).
Le château de Vitré est un puissant château fort situé à l'extrémité occidentale de la ville fortifiée de Vitré, en Ille-et-Vilaine, sur les marches de Bretagne.
La partie du château appartenant à la commune de Vitré fait l’objet d’un classement au titre des monuments historiques depuis le 1er juin 1872. L'édicule absidial de la tour de l'Observatoire fait l’objet d’un classement au titre des monuments historiques depuis le 15 juillet 1898. Une partie subsistante du château fait l’objet d’un classement au titre des monuments historiques depuis le 14 octobre 1902.

## Localisation
Le château de Vitré occupe l'extrémité d'un éperon de schistes surplombant au nord la vallée de la Vilaine et au sud un ruisseau marécageux, disparu au XVIIIe siècle pour faire place à la route royale allant de Paris à Rennes. « Le parti général reste celui de la domination du terrain avec renforcement des angles. Au sud-est, au-dessus de la zone alors marécageuse, près de la porte urbaine d'En-Bas, la tour Saint-Laurent est un véritable donjon. La rénovation du château vers 1420 a eu un autre but : l'affirmation de la puissance seigneuriale, ébranlée par l'arrivée des Anglais dans le Maine » car le château alors fut le refuge des comtes de Laval, notamment lorsque les Anglais prirent Laval en 1427.

## Historique

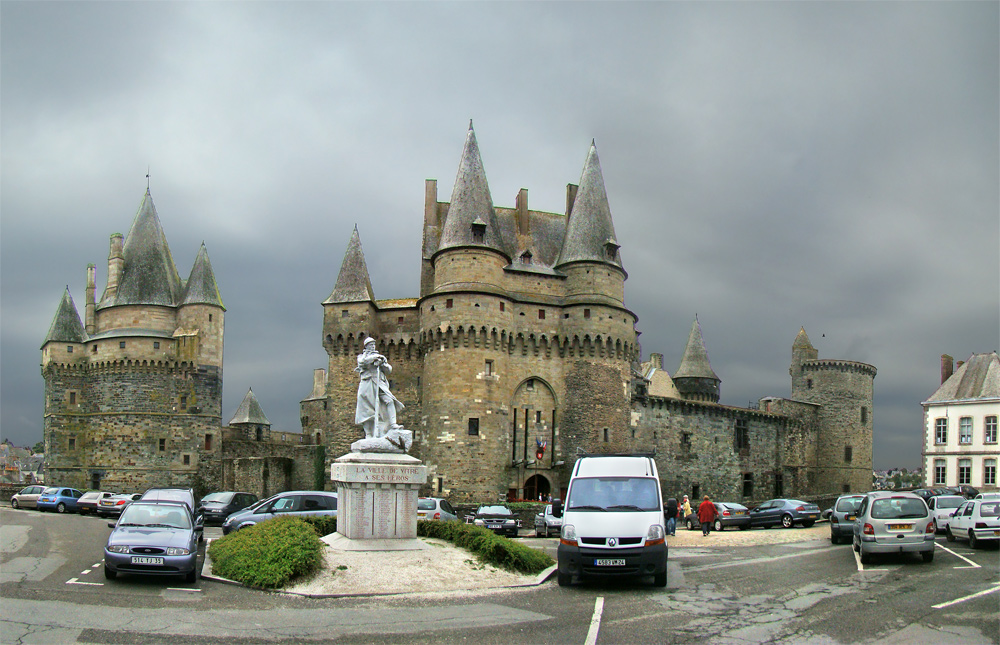
Ancien parking devant la façade Est du château avant l'aménagement de la place (2010-2011).

Vers l'an mil, un premier château en bois (vetus castrum mentionné entre 1066 et 1076) est construit sur une motte castrale par le baron Riwallon de Vitré à l'emplacement actuel de l'église Sainte-Croix. Ce château dont la forme est inconnue est incendié à de nombreuses reprises. Il est abandonné au profit d'un nouveau château en pierre construit par le baron de Vitré Robert Ier de Vitré à la fin du XIe siècle sur un nouveau site défensif, un vaste promontoire rocheux de schiste qui domine d'une trentaine de mètres la Vilaine. Il subsiste encore de cet édifice un porche de style roman. C'est au baron André III que l'on attribue traditionnellement la reconstruction du château dans sa forme actuelle, triangulaire, et la fortification de la ville dans la première moitié du XIIIe siècle. L'aspect architectural du château montre l'influence du modèle philippien. Le château est dominé par un gros donjon circulaire, qui suit le sommet de l'éperon rocheux, entouré de fossés secs. À la mort d'André III, le domaine échoit par alliance à la famille des comtes de Laval. Les successeurs directs de cette famille nous conduisent jusqu'au début du XVe siècle, tout au long d'une grande lacune historique de cent cinquante ans. De 1384 à 1430, le château est reconstruit pour Guy XII de Laval et ses descendants. On agrandit le château qui est lourdement remanié. C'est à cette époque que sont réalisés les derniers ouvrages défensifs par les deux dames de Laval, la baronne de Vitré Anne et Isabelle de Bretagne : châtelet avec double pont-levis à flèche, tour de la Madeleine, tour Saint-Laurent (ultérieurement percée de canonnières). La transformation majeure consiste cependant à faire évoluer le château d’un édifice défensif à une confortable résidence.
Pendant la guerre folle, Guy XV de Laval ouvre, selon Bertrand d'Argentré, sans combat, le 1er septembre 1487, les portes de son château de Vitré et de la ville, aux troupes royales. D'Argentré affirme qu'il avait laissé pour instruction : Entrer de nuict les François en son chasteau de Vitré par une posterne, et par ce moyen les fist maistres de la ville. Cette décision est prise contre la volonté des habitants et présentée comme un fait accompli.

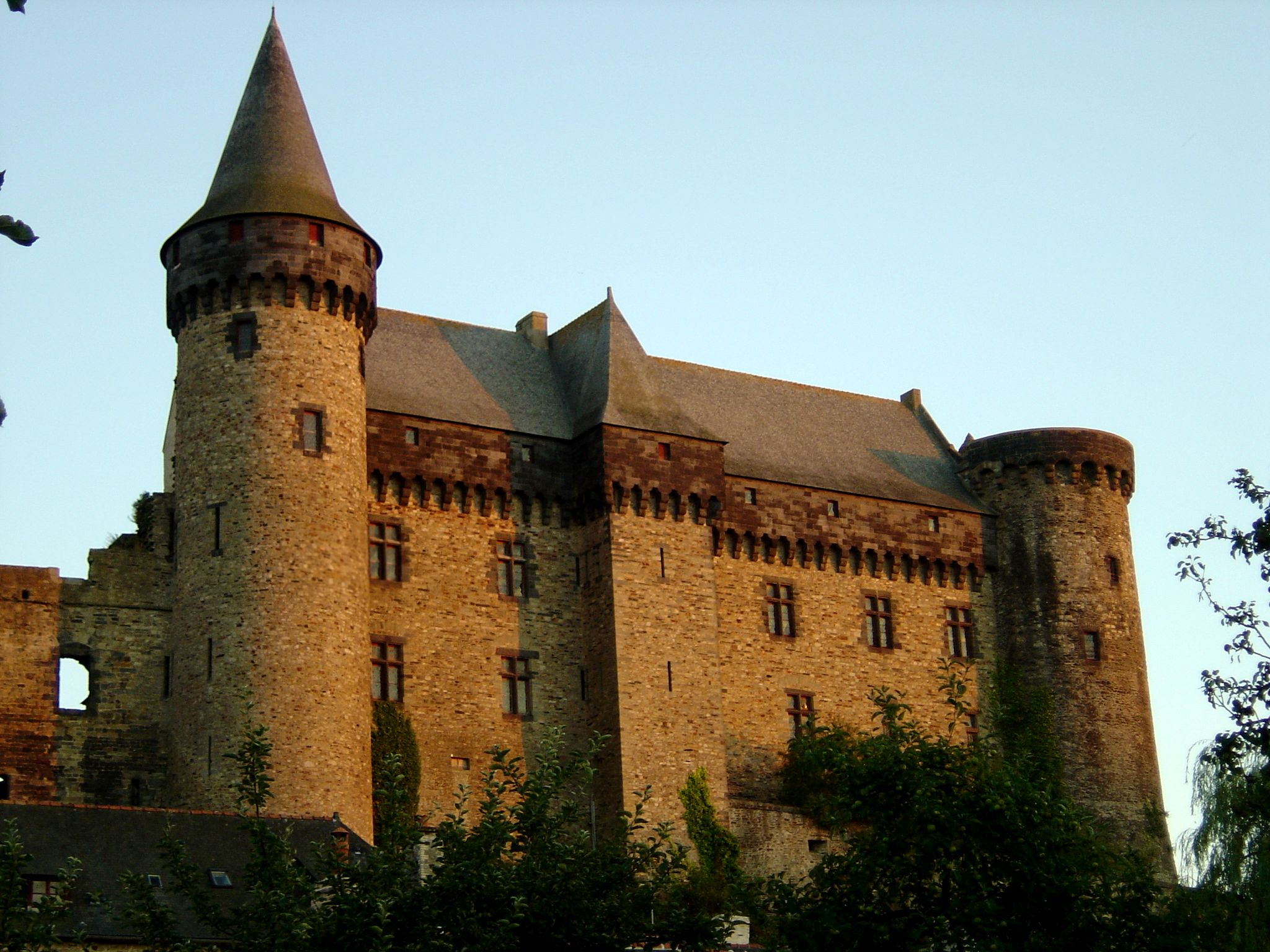
Façade nord.

À partir de la fin du XVe et au XVIe siècle, ce sont les aménagements de confort qui prévalent : construction de galeries de circulation et d'un oratoire de style Renaissance (en 1530). Le Parlement de Bretagne s'y réfugie à trois reprises (1564, 1582 et 1583) lors des épidémies de peste qui sévissent à Rennes.
Avec les familles des Rieux et Coligny, propriétaires du château entre 1547 et 1605, Vitré abrite le culte protestant et devient pendant quelques années un bastion huguenot. En 1589, la forteresse résiste à un siège de cinq mois du duc de Mercœur.
En 1605, après la mort de Guy XX de Laval, le château devient la propriété de la famille de La Trémoille, originaire du Poitou. Le château est abandonné au XVIIe siècle et se dégrade lentement. Il subit notamment l'effondrement partiel de la tour Saint-Laurent. Un des éléments majeurs de la Révolution française à Vitré est l'incendie accidentel qui détruit le logis seigneurial en 1795.
Au début du XIXe siècle, une prison départementale est construite à la place du logis seigneurial et occupe toute la partie nord, y compris la tour de la Madeleine. La prison devient garnison lors de l'arrivée du 70e régiment d’infanterie de 1867 à 1877.
Le château est acheté par l'État au XIXe siècle. En 1872, il est l'un des premiers châteaux classés monument historique en France et restauré à partir de 1875 sous la direction de l'architecte Denis Darcy. Passé dans le domaine public, on y aménage un petit musée, en 1876, sous l'impulsion d'Arthur de La Borderie. Paradoxalement, ce dernier fait détruire la collégiale de la Madeleine, située sur l'avant-cour du château alors qu'il était conservateur de la ville. Une école de garçons est construite à la place.
De nos jours, l'hôtel de ville de Vitré est installé à l'intérieur de l'enceinte du château, dans un bâtiment reconstruit en 1912 selon les plans du logis médiéval.

## Description

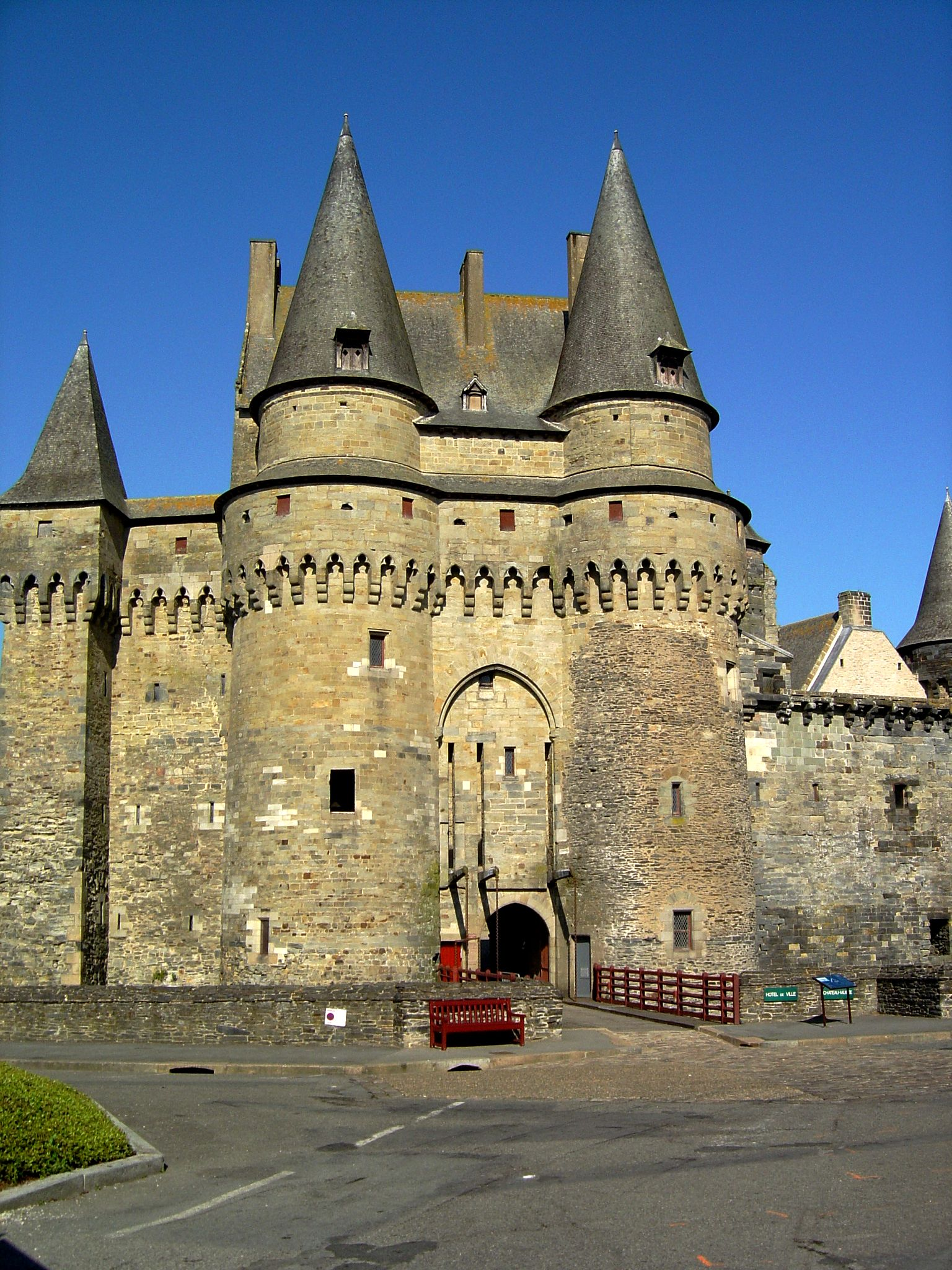
Châtelet d'entrée de la façade est.

Le château de Vitré présente un plan triangulaire qui remonte au XIIe siècle, et ses tours datent essentiellement des XIVe et XVe siècles.

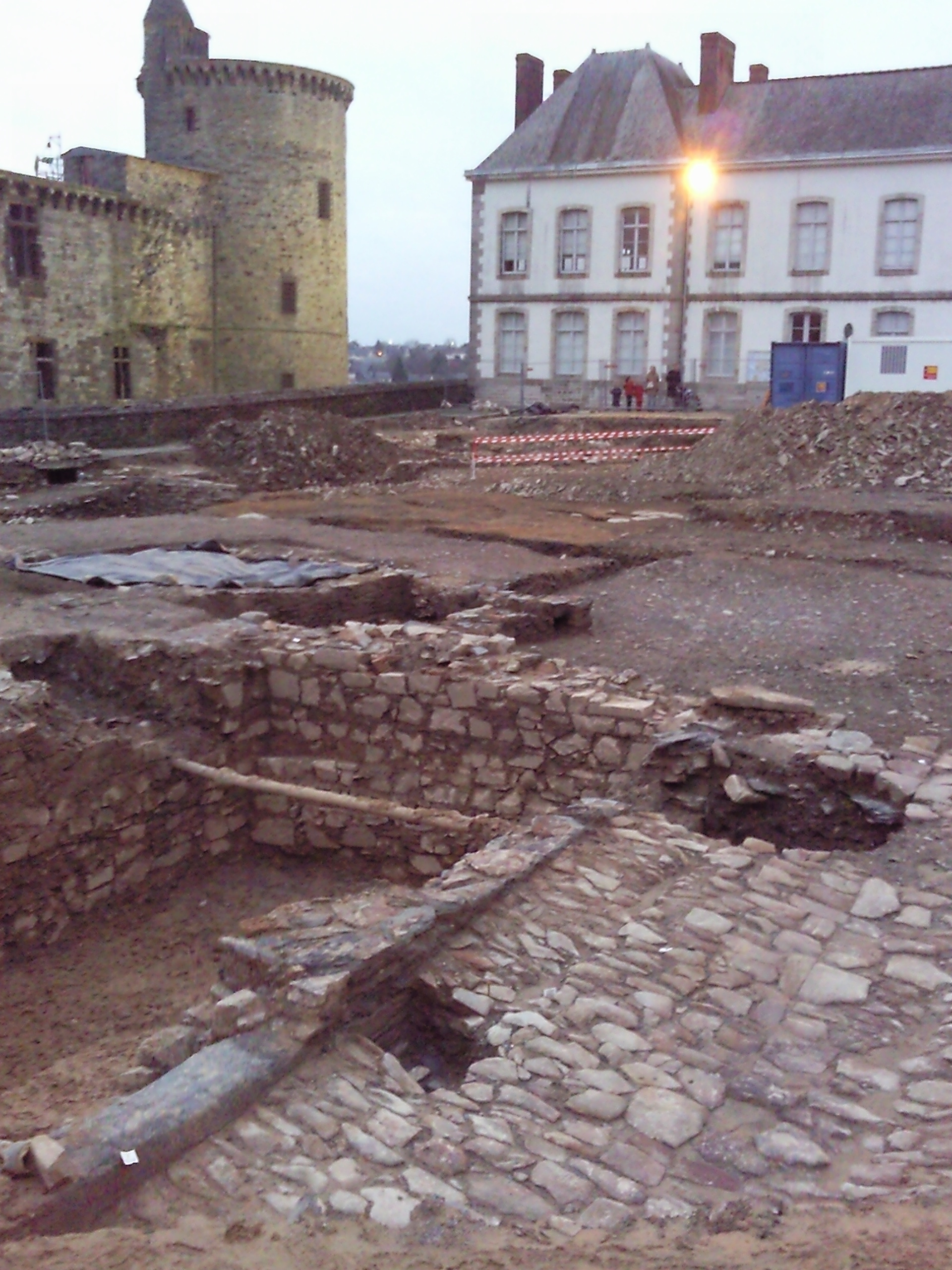
Fouilles archéologiques préalables à la réfection de l'avant-cour (2009).

La façade d'entrée à l'est est précédée d'une vaste esplanade appelée « place du Château ». Cette esplanade remplace de nos jours la basse cour médiévale transformée au XVIIe siècle en cour d'écurie. Des fouilles archéologiques ont été entreprises sur la Place du Château de Vitré préalablement à la réfection de l'avant-cour. Au premier plan, on peut distinguer une rue pavée qui semble être antérieure au XVe siècle. On peut voir également les soubassements des habitations le long de cette voie. Cette découverte sous-entend une urbanisation très ancienne sur ce que l'on croyait être l'Avant-Cour du Château. Les maisons médiévales s'étendaient donc jusqu'au pied du château.
Le châtelet d'entrée des années 1400 qui s'appuie partiellement, côté basse-cour, sur une tour du XIIIe siècle est composé de deux tours en poivrière (tour nord en moellons et tour sud appareillée) coiffées d'une galerie de mâchicoulis bretons en grès et d'un double étage fortifié (chemin de ronde couvert au-dessus duquel s'élève un étage supérieur en retrait, sommé de toits pointus d'où émergent de larges souches de cheminées). Le sens symbolique de cet ouvrage défensif est plus fort que sa nécessité militaire, le seigneur ayant probablement voulu manifester sa volonté d'ostentation et de dissuasion. Une passerelle en planches tient lieu de pont-levis et mène à une double porte, chacune étant desservie par son pont-levis comme l'attestent les rainures de la porte charretière doublée à sa gauche par une étroite porte piétonne également en arc brisé. Ce massif se complète au sud par une tourelle carrée à usage de latrines.
La tour Saint-Laurent était le logis du gouverneur. Les quatre étages de cette tour imposante sont tels qu'elle fait office de donjon. Construite au XVe siècle sur l'emplacement d'une tour du XIIIe siècle), elle s'est écroulée en 1835 et a été reconstruite vers 1870. Elle abrite actuellement un musée qui présente une collection de tableaux retraçant l'histoire de Vitré.
La tour de l'Oratoire, appelée aussi tour de la Chapelle, tire son nom de l'absidiole Renaissance qui orne sa façade. Cet édicule de tuffeau est l'œuvre de Guy XVI et est une des premières manifestations de l'art de la Renaissance en Bretagne. Les armoiries du comte de Laval entourées du collier de l'Ordre de Saint-Michel apparaissent entrelacées avec celles de ses épouses, Charlotte d'Aragon, Anne de Montmorency et Antoinette de Daillon. Cette tour fait l'objet d'une protection au titre des monuments historiques en 1898, puis en 1901. Depuis les années 2010, cette tour fait l'objet d'une restauration. Celle de l'absidiole est achevée en 2012.
Autour de la cour intérieure, se distribuent les bâtiments seigneuriaux, devenus ceux de l'Hôtel de Ville. À noter également le grand escalier desservant la galerie du logis neuf (seconde moitié du XVe siècle).
L'élément le plus ancien du château est la façade de l'ancienne chapelle romane du XIIe siècle, en appareil polychrome (utilisation peu commune de l'ardoise pour les claveaux et les colonnettes). Deux arcatures aveugles encadrent le portail formé de trois voussures retombant sur des colonnettes engagées à imposte simple et d'un tympan dont le linteau est formé de claveaux.

## Musée du château de Vitré
Le musée présente une collection de tableaux retraçant l'histoire de Vitré et l'évolution de l’orfèvrerie religieuse française du XVIIe au XXe siècle. La tour de l'Oratoire expose un retable triptyque constitué de 32 plaques d'émail de Limoges retraçant la vie du Christ et de la Vierge. La tour Saint-Laurent abrite, entre autres, des sculptures des XVe et XVIe siècles provenant de maisons de Vitré, une cheminée style Renaissance datant de 1583, des tapisseries des Flandres (XVIe siècle) et d'Aubusson (XVIIe siècle), le tombeau de Guy X de Laval.

## Films
- Le Miracle des loups, d'André Hunebelle, 1961[24].

## Télévision
En octobre 2018, l'équipe de l'émission Secrets d'Histoire a tourné plusieurs séquences au château dans le cadre d'un numéro consacré à Anne de France.

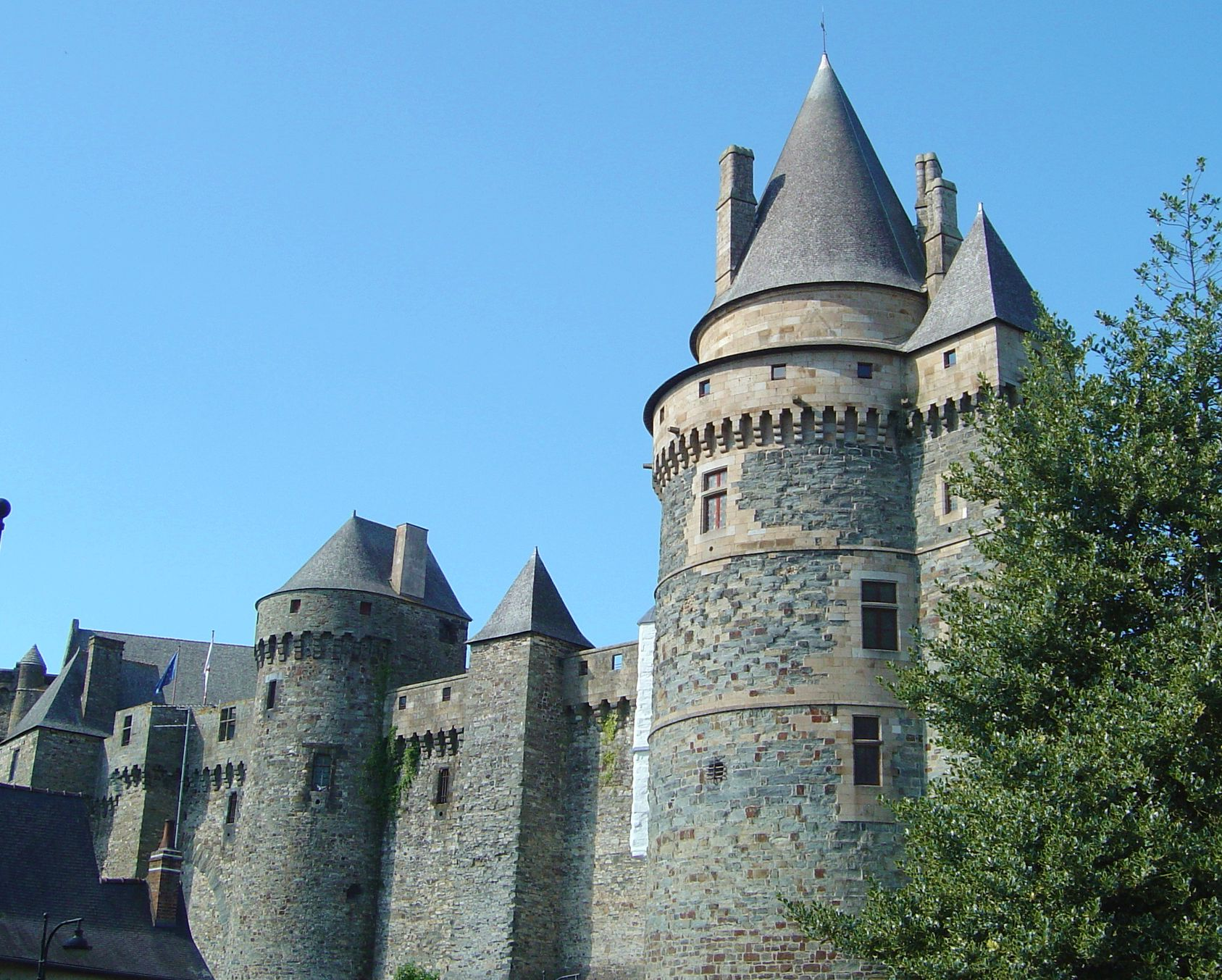
Façade ouest.
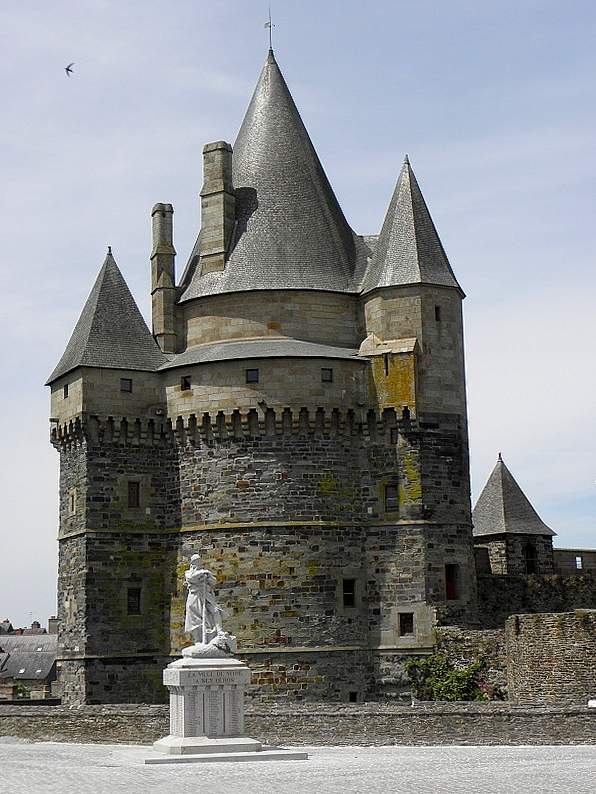
Tour Saint-Laurent à quatre étages.
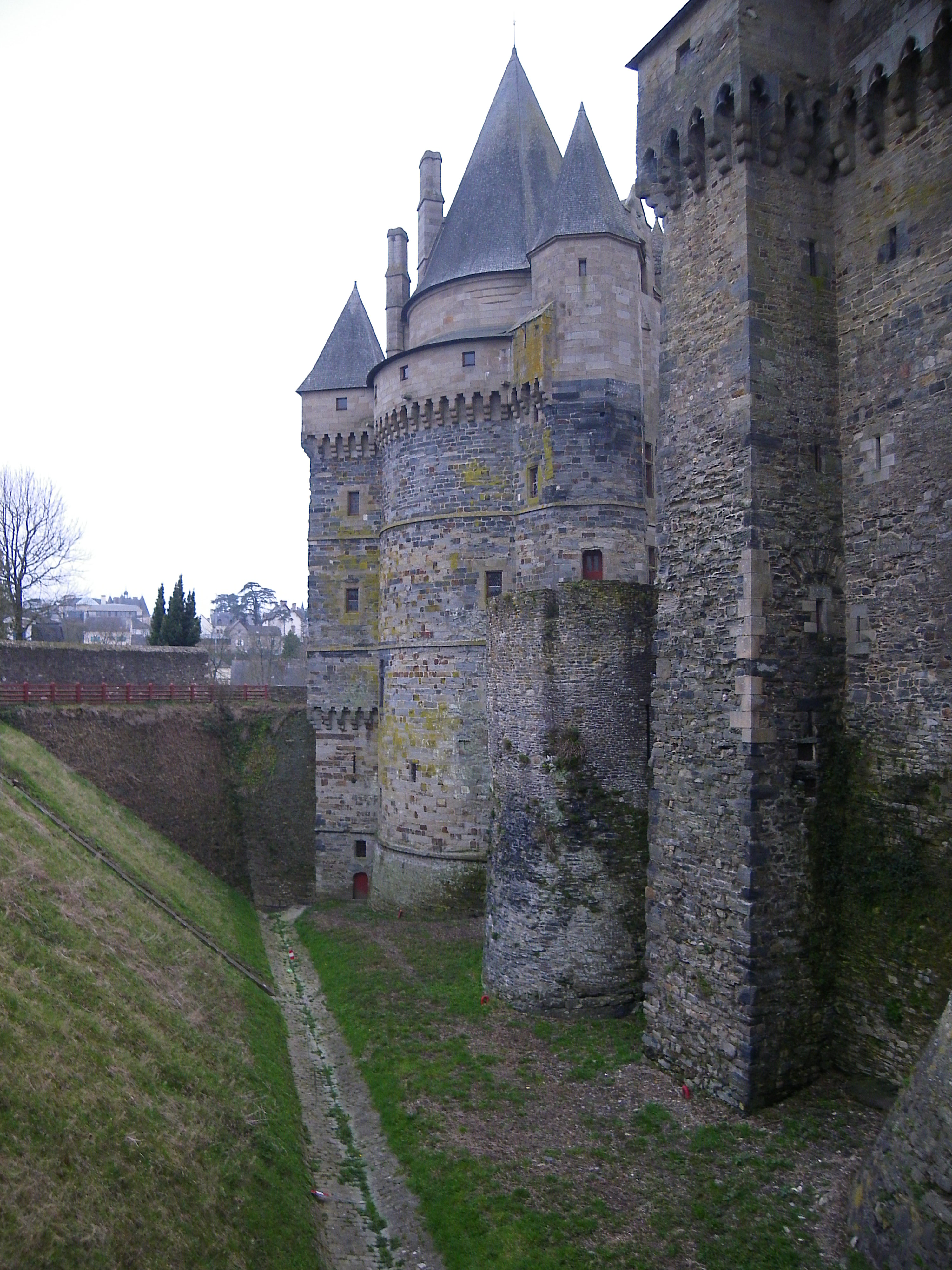
Les fossés.
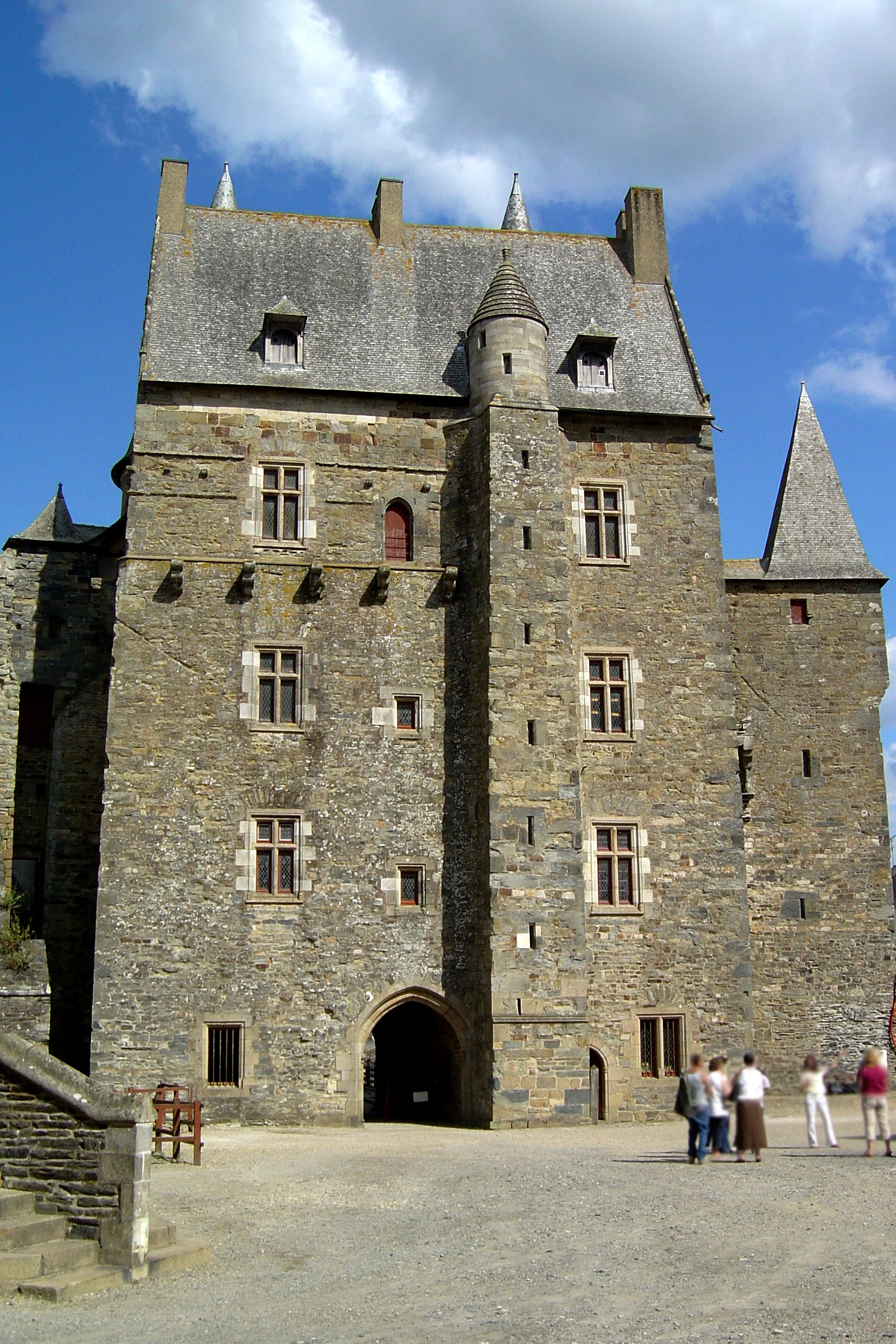
Logis à l’arrière du châtelet.
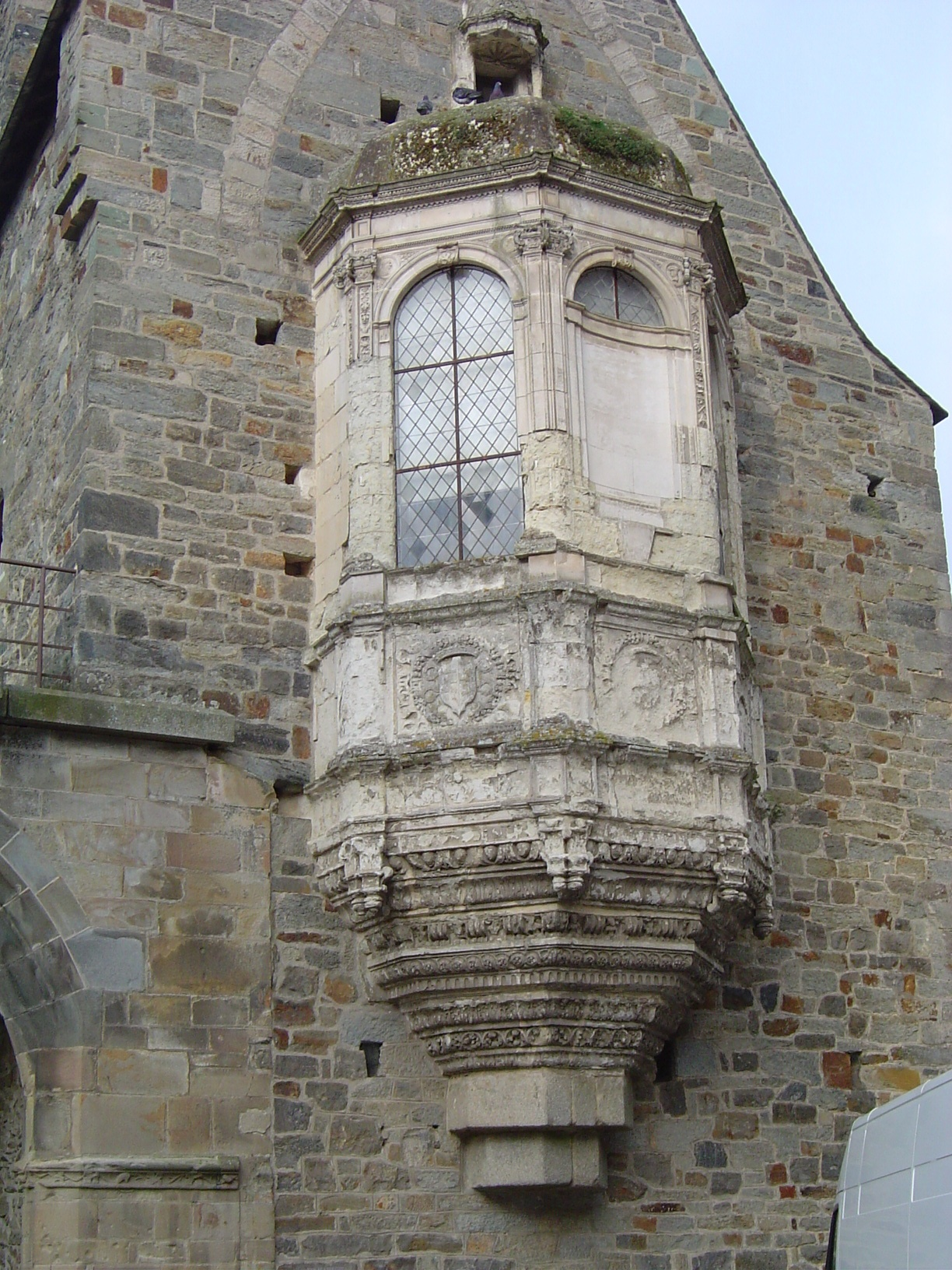
Tour de l’Oratoire avec son absidiole.
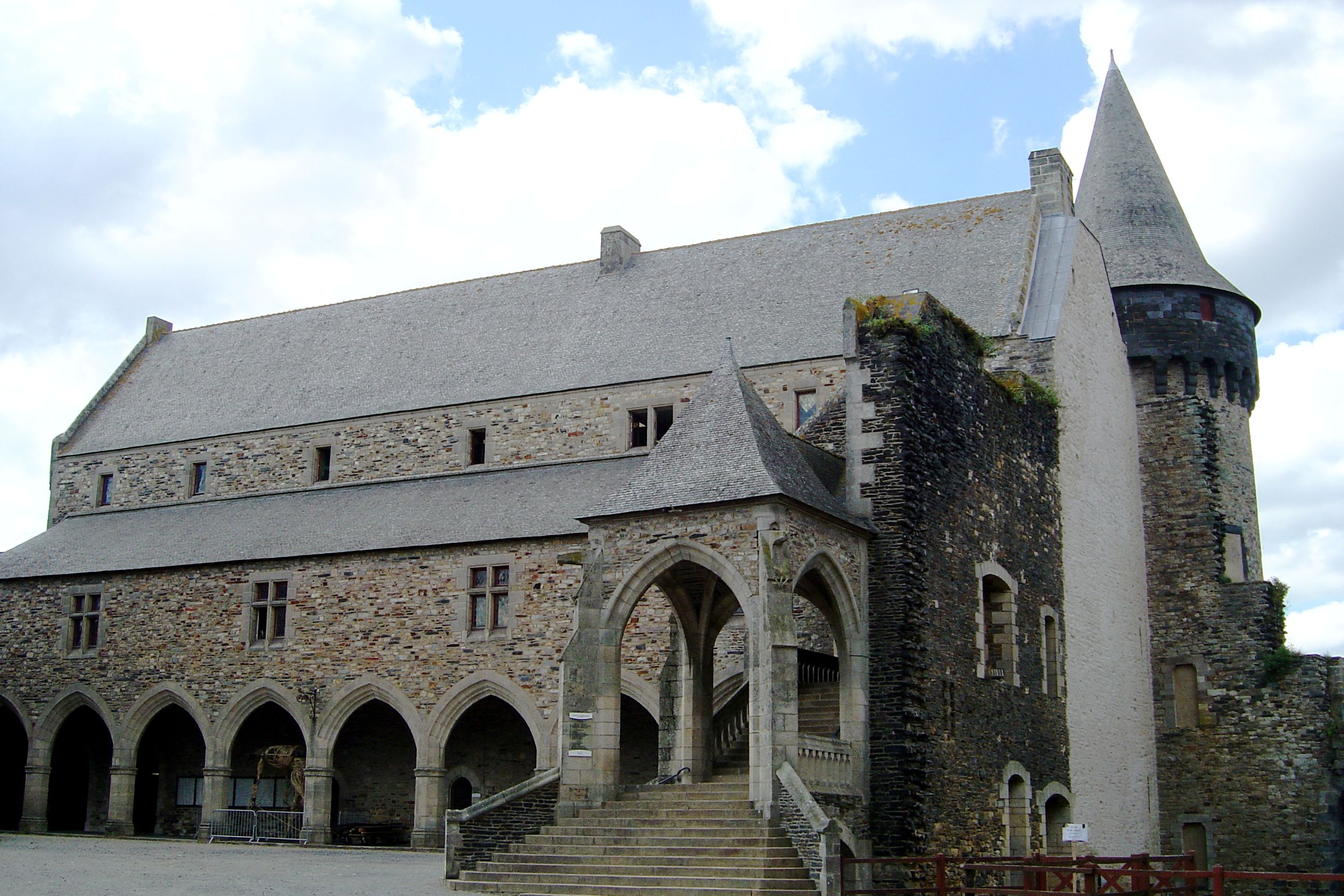
Hôtel de Ville.
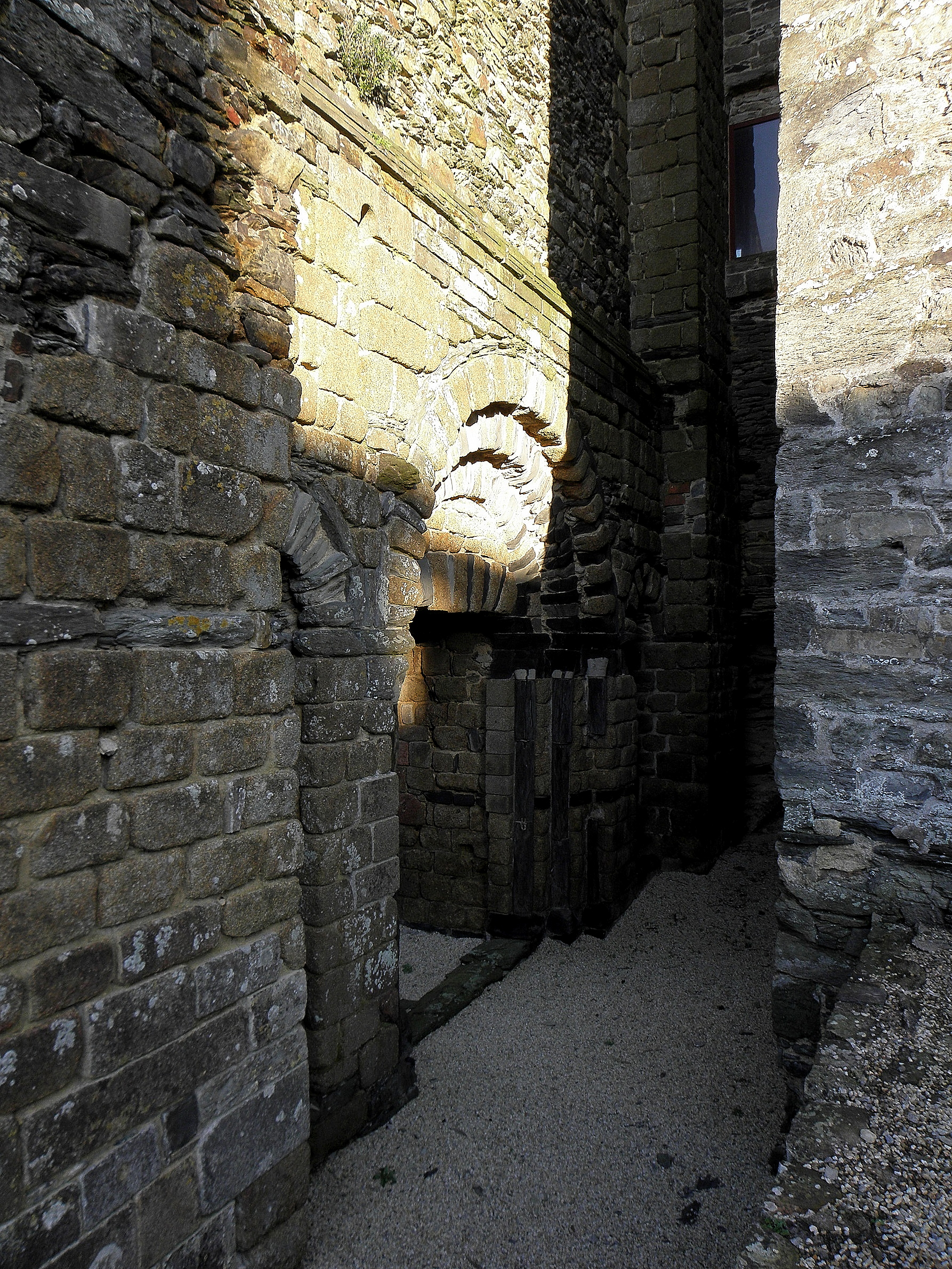
Vestiges de la chapelle romane.
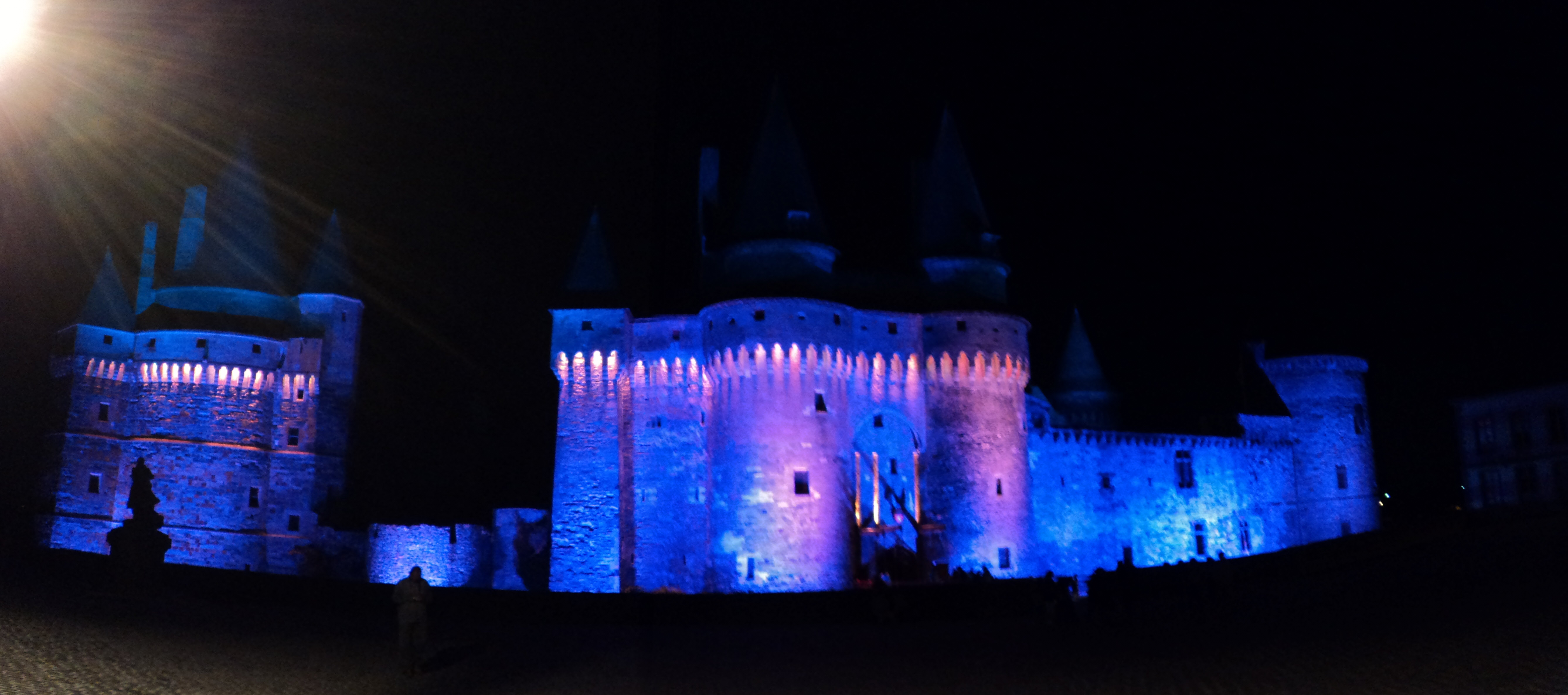
Le château de Vitré la nuit.
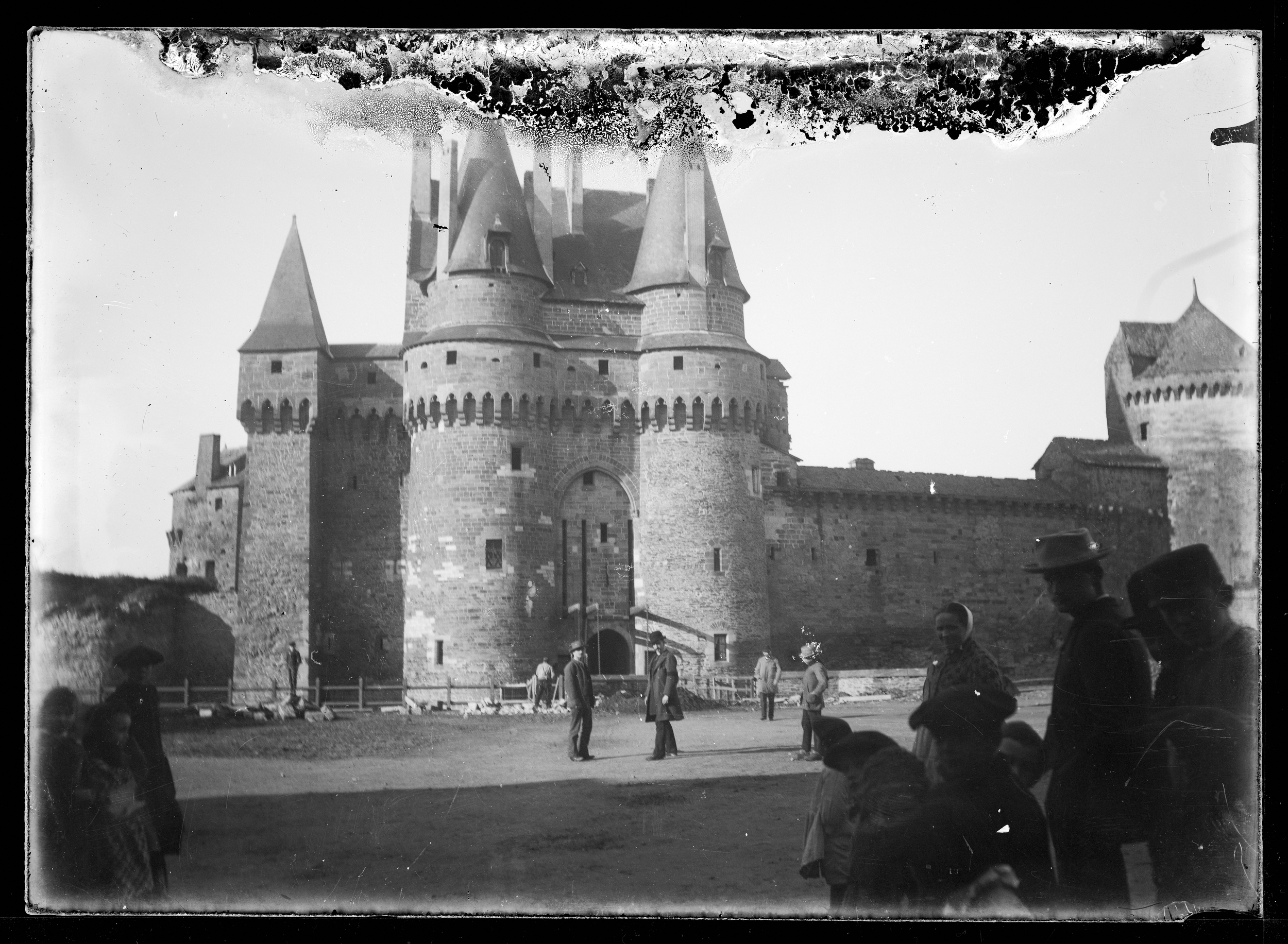
Photographie de château de Vitré - Collections du Musée de Bretagne